# مهرشاه سلطان (همسر مصطفی سوم)
مهرشاه سلطان، همسر اول سلطان مصطفی سوم (۱۷۵۷ – ۱۷۷۳) و والده سلطان سلطان سلیم سوم (۱۷۸۹–۱۸۰۸) بود. او اصالتی گرجی داشت. مهرشاه به معنای خورشید سلطان است.